# Dipartimento di Granada
Il dipartimento di Granada è uno dei 15 dipartimenti del Nicaragua, il capoluogo è la città di Granada.

## Comuni
1. Diriá
2. Diriomo
3. Granada
4. Nandaime